# Episodi di Girlfriend, Girlfriend

Logo della serie

Questa è la lista degli episodi dell'anime Girlfriend, Girlfriend, adattamento dell'omonimo manga di Hiroyuki.
Il 16 novembre 2020, sul 51° numero di Weekly Shōnen Magazine è stato annunciato che la serie avrebbe ricevuto un adattamento anime realizzato dallo studio Tezuka Productions, con Satoshi Kuwabara come regista, Keiichirō Ōchi come sceneggiatore e Akiko Toyoda che ha curato il character design. Miki Sakurai, Tatsuhiko Saiki e Sayaka Aoki hanno composto la colonna sonora. Successivamente sono stati annunciati i doppiatori della serie ed altri membri del cast. La serie è stata trasmessa dal 3 luglio al 18 settembre 2021 nel contenitore Animeism in onda su MBS, TBS, BS-TBS e su AT-X. La sigla d'apertura, Fuzaketenai ze (ふざけてないぜ?), è cantata dalle Necry Talkie mentre quella di chiusura, Pinky Hook (ピンキーフック?, Pinkī Fukku), è cantata da Momo Asakura. I diritti di distribuzione della serie al di fuori dell'Asia sono stati acquistati da Crunchyroll che l'ha pubblicata in simulcast in versione sottotitolata in vari Paesi del mondo, tra cui l'Italia.
Il 16 settembre 2022 è stata annunciata una seconda stagione. Quest'ultima è prodotta da SynergySP e vede Takatoshi Suzuki come regista. Keiichiro Ōchi torna a scrivere la sceneggiatura, Shouko Hagiwara si occupa del character design mentre Kanade Sakuma e Junko Nakajima compongono la colonna sonora assieme a Sakurai e Saiki. La seconda stagione è stata trasmessa dal 6 ottobre al 22 dicembre 2023. La sigla d'apertura è Dramatic ni koi shitai (ドラマチックに恋したい?, Doramachikku ni koi shitai) di Hikari Kodama mentre quella di chiusura è Forira (ふぉりら?) delle ClariS. I diritti per la distribuzione al di fuori dell'Asia sono stati rinnovati da Crunchyroll che l'ha pubblicata in simulcast in versione sottotitolata in vari Paesi del mondo, tra cui l'Italia.

## Lista episodi

### Prima stagione
| Nº serie | Nº | Titolo italiano Giapponese 「Kanji」 - Rōmaji | In onda           | In onda |
| Nº serie | Nº | Titolo italiano Giapponese 「Kanji」 - Rōmaji | Giapponese        |         |
| 1        | 1  | Anche se non è la strada giusta 「それが正しい道じゃなくても」 - Sore ga tadashii michi ja nakutemo | 3 luglio 2021     |         |
| 1        | 1  | Naoya Mukai ha recentemente iniziato a frequentare la sua amica d'infanzia Saki Saki. Un giorno, un'altra ragazza di nome Nagisa Minase gli confessa privatamente il suo amore, ma lui la rifiuta. Tuttavia, dopo aver scoperto che questa non si sarebbe arresa, Naoya la trova così carina che decide di convincere Saki ad accettare Nagisa come sua seconda ragazza. Saki rimane così sopraffatta dalla dolcezza di Nagisa che insiste per diventare subito sua amica. Naoya riesce poi a spiegare il suo desiderio di uscire con entrambe, e sebbene Saki non sia inizialmente d'accordo, alla fine si convince dell'onestà di Naoya e dalla dolcezza di Nagisa e gli dà il permesso. Naoya propone di andare a vivere tutti e tre insieme nel suo appartamento in quanto vive da solo e le ragazze accettano. La prima notte, Saki rimane colpita dalle capacità casalinghe di Nagisa, ma si mostra anche leggermente gelosa dei suoi seni più grandi. Ad un certo punto Nagisa si offre di lasciare che Saki vada a letto con Naoya per prima, ma Saki rivela che non hanno ancora avuto rapporti sessuali e questo porta a una conversazione imbarazzante in cui Naoya ammette che gli piacerebbe farlo in tre. Saki ammette di essere tentata per via della dolcezza di Nagisa, ma insiste ancora che Naoya sia un pervertito per aver suggerito una cosa del genere. Naoya decide quindi di rinviare la discussione sul sesso fino a quando non saranno tutti quanti a proprio agio l'uno con l'altro, è rimane di stucco quando Saki sembra essere rimasta delusa dalla cosa, anche se lei lo nega violentemente. |                   |         |
| 2        | 2  | Come si sente Nagisa 「渚の気持ち」 - Nagisa no kimochi | 10 luglio 2021    |         |
| 2        | 2  | Per la loro prima notte, Naoya suggerisce alle ragazze di dormire nella stessa stanza. Nagisa si sposta nel futon di Naoya per parlare un po', il che fa pensare a Saki che stiano facendo sesso, anche se in realtà non è così, dopodiché entrambe le ragazze si avvicinano al futon di Naoya per stargli vicino. Durante la notte, Nagisa decide di spiare il telefono di Saki per ottenere qualche informazione in più sul suo conto e scopre che ha fatto delle ricerche in Internet riguardo ai rapporti sessuali. Saki riesce quasi a scoprirla ma Naoya decide di prendersi la colpa al posto suo e viene punito. Il mattino seguente, mentre stanno facendo colazione, Nagisa rivela di essere nella stessa classe di Naoya e Saki ma che non ha mai frequentato la scuola in quanto è rimasta a casa per preparare la sua dichiarazione d'amore nei confronti di Naoya. Quest'ultimo insiste affinché trascorrano tutto il giorno a studiare per recuperare il tempo perduto e si scopre che Nagisa non è brava in matematica e perciò decide di andare in bagno a cercare le risposte da dare sul proprio telefono ma quando torna indietro sbaglia comunque gli esercizi. Una volta giunti a scuola, Saki insiste sul fatto che nessuno deve sapere della loro relazione a tre, ma quando Naoya vede che Nagisa non ha amici, tenta di svelare tutto alla classe, ma Saki lo ferma appena in tempo in quanto teme che la gente possa pensare che a Naoya non importi più di lei. Dopo essersi ritrovati sul terrazzo della scuola, Nagisa accetta le condizioni di interagire fra di loro solo quando sono a casa ma Saki rimane commossa dalla sua offerta a tal punto di decidere che possono stare insieme in luoghi in cui gli altri non possono vederli. |                   |         |
| 3        | 3  | Un posto per tre 「三人の場所」 - Sannin no basho | 17 luglio 2021    |         |
| 3        | 3  | Dopo vari tentativi vani di mangiare di nascosto in alcuni bagni, i ragazzi decidono di pranzare all'interno del magazzino della palestra, il quale ha una porta chiusa con un lucchetto e perciò per entrare usano una finestra rimasta aperta. Dopo aver notato che Nagisa e Naoya si occupano interamente delle faccende domestiche e sempre lo stesso Naoya fa del suo meglio per rendere entrambe le ragazze ugualmente felici, Saki si rende conto che non sta portando nulla alla loro relazione e comincia a temere che il suo fidanzato possa presto preferire Nagisa a lei. Così cerca di fare qualcosa che possa far piacere a Naoya, ma poiché non può farci l'amore, prova a cucinare del curry ma finisce involontariamente per bruciarlo. Nel disperato tentativo di impressionare il suo ragazzo, Saki fa irruzione nella sua camera da letto durante la notte per provare a fare sesso, ma lui la rifiuta e lei si arrabbia, credendo che preferisca i seni più grandi di Nagisa e torna alla casa dei suoi genitori, che è nella porta accanto. Nagisa incomincia a sentirsi in colpa per quanto accaduto e perciò sostiene Naoya nella sua missione di fare pace con Saki, che si rivela più ardua del previsto. Infatti il ragazzo passa tre giorni senza dormire e prova in svariati modi a scusarsi ma ogni suo tentativo si rivela vano, così Nagisa decide di ingannare Saki facendosi palpare il seno da Naoya e questo porta Saki a precipitarsi sul loro balcone. |                   |         |
| 4        | 4  | Fidanzata e Fidanzata 「彼女と彼女」 - Kanojo to kanojo | 24 luglio 2021    |         |
| 4        | 4  | Saki ammette di sentirsi inferiore a Nagisa e la infastidisce il fatto che Naoya faccia tutto senza chiedere nulla in cambio e Nagisa concorda con quest'ultima affermazione. Dopo che Naoya si è reso conto di aver sbagliato con il suo approccio di cercare di assumersi tutte le responsabilità nella loro relazione, Saki torna a convivere con lui e Nagisa. Mentre Naoya va a dormire nella sua stanza per riprendersi dallo stress accumulato negli ultimi tre giorni, Saki e Nagisa cenano insieme e trovano un modo per conoscersi meglio, ovvero quello di giocare ai videogiochi. Le due iniziano una partita e Nagisa si rivela molto scarsa e Saki si consola nel sapere che c'è qualcosa in cui è più brava di lei e diventano presto amiche. Naoya si sveglia e dopo aver visto che il rapporto tra le due sta migliorando, sente che stanno parlando di un'altra giocatrice chiamata Milika, famosa in Internet, e nota un'uniforme scolastica nella sua immagine di profilo e si rende conto che questa frequenta la loro stessa scuola. Il giorno dopo, mentre stanno pranzando nel magazzino della palestra, Saki dimentica di chiudere a chiave la finestra e un'altra ragazza, Rika Hoshizaki, entra nell'edificio dopo essersi arrampicata. Una volta dentro, Naoya va nel panico e ammette accidentalmente la loro relazione, facendo divertire Rika che li prende in giro per aver svelato il loro segreto, ma poi Nagisa riconosce che lei è in realtà Milika e la situazione si ribalta. Poiché tutti quanti sono a conoscenza di segreti che non vogliono far trapelare al prossimo, i ragazzi si mettono d'accordo sul mantenere il silenzio. Rendendosi conto che in realtà sono persone perbene nonostante la loro relazione insolita, Rika decide di unirsi a loro come terza ragazza di Naoya. |                   |         |
| 5        | 5  | Una terza fidanzata?! 「三人目！？」 - Sanninme!? | 31 luglio 2021    |         |
| 5        | 5  | Dopo che Rika ha confermato la sua intenzione di diventare la terza ragazza di Naoya, Saki e Nagisa cominciano a pensare che Rika voglia avere un fidanzato solamente per proteggersi da un eventuale stalker. Poco dopo Naoya si rifiuta di uscire con lei perché le sue motivazioni sono superficiali ed egoistiche e Rika, che non è mai stata rifiutata prima d'ora, prende la cosa come una sfida e cerca di sedurlo per fare colpo su di lui ma invano. Saki rivela accidentalmente che loro tre vivono insieme e questo porta Rika ad offrirsi di pagare l'affitto, le bollette ed eventuali altre spese, ma Naoya la rifiuta nuovamente e la ragazza conferma la sua intenzione di andare a vivere con lui prima di andarsene in lacrime. Il giorno dopo, Rika pedina Naoya e Saki fino a casa loro e si accampa nel giardino sul retro con una tenda con l'intenzione di viverci fino a quando non riuscirà a far cambiare idea a Naoya e per passare il tempo decide di girare alcuni video audaci interpretando Milika per riscaldarsi durante la notte e guadagnare soldi a sufficienza per acquistare l'occorrente necessario per vivere all'aperto. Il giorno seguente, Rika si rende conto che gli esercizi che ha fatto durante la notte hanno finito per farle avere un cattivo odore ed è costretta a improvvisare una doccia per lavarsi indossando un bikini. Le ragazze si rendono conto che Rika potrebbe essere talmente tenace da continuare a vivere nel loro cortile e iniziano a temere che Naoya possa incominciare ad innamorarsi di lei per via delle sue forme, così entrambe tentano di sedurlo nella vasca da bagno indossando un bikini, ma il loro nervosismo e la preoccupazione di Naoya fa sì che il loro tentativo fallisca. Alla fine Naoya promette a Saki e Nagisa che cercherà di trascorrere più tempo con loro e di pensare meno a Rika.                                                             |                   |         |
| 6        | 6  | Tsun Is Dere 「ツンがデレ」 - Tsun ga dere | 7 agosto 2021     |         |
| 6        | 6  | Naoya è determinato a mandare via Rika dal suo giardino in quanto è preoccupato che possa essere troppo debole per resisterle per sempre e perciò le ragazze decidono di aiutarlo nell'impresa sfruttando un momento in cui Rika è assente per donare la tenda e il resto dell'equipaggiamento in beneficenza. Naoya cerca di guadagnare tempo ma Rika scopre subito cosa sta succedendo e convince i passanti che Naoya sia un molestatore, ma il ragazzo è disposto anche a perdere la faccia e si offre addirittura di risarcirla per gli oggetti che sta per donare pur di riuscire nel suo scopo. A questo punto Rika non riesce a capire perché lui continui a rifiutarla nonostante abbia già due ragazze e Naoya replica che si sta impegnando per rendere felici Saki e Nagisa, questo fa sì che Rika si prenda una cotta per lui. In seguito arriva il padre di Rika e viene a sapere cosa ha combinato la figlia, scoprendo anche i video audaci di Milika, e quando prende il suo telefono per chiudere definitivamente il suo canale, Naoya lo ferma spiegando che Rika si è impegnata molto per sviluppare il suo personaggio e che non si merita una punizione simile. Naoya riesce a difendere la ragazza e Rika comincia ad innamorarsene veramente, accetta di tornare a casa per rifletterci su a patto che il padre non elimini il suo account; dopo essersi messi d'accordo, padre e figlia se ne vanno. Alla fine Saki e Nagisa iniziano a deprimersi per via dei numerosi problemi che potrebbe causare Rika ora che è davvero innamorata di Naoya. |                   |         |
| 7        | 7  | La sfida delle ragazze 「彼女たちのチャレンジ」 - Kanojo-tachi no Charenji | 14 agosto 2021    |         |
| 7        | 7  | Dopo aver parlato con Nagisa dei suoi timori riguardo a Rika, Saki torna temporaneamente a casa sua per prendere un cambio e parla con sua madre, che rimane stupita dal fatto che sua figlia non abbia ancora avuto un rapporto sessuale con il suo fidanzato. Questo porta Saki a riflettere sul fatto che Naoya si controlli troppo e teme che potrebbe trascorrere il resto della sua vita senza fare l'amore né con lei né con Nagisa. A questo punto decide di tornare a casa di Naoya vestita da coniglietta per tentare di sedurlo ma lui insiste sul mantenere la promessa di non fare l'amore e finisce per toccarle il seno per evitare che le si sfili il vestito di dosso. Saki allora si agita e gli dà un pugno, dopodiché se ne va in camera sua contenta di averlo fatto eccitare almeno un po'. Il giorno dopo, Nagisa fa il bucato e trova il costume da coniglietta e si insospettisce credendo che i due abbiano fatto l'amore e ne parla con Naoya, il quale però le conferma che non è successo niente, quindi la ragazza inizia a pensare che lui abbia un feticismo per il cosplay e si traveste da maid per farlo eccitare ma Naoya resiste alla tentazione e si contiene. Durante la cena, Nagisa chiama accidentalmente Naoya "Padrone" di fronte a Saki, che però decide di aver capito male e fa finta di niente. Il giorno dopo, mentre sono a scuola, Rika tenta di parlare con Naoya e lui, credendo che sia arrabbiata perché l'ha rifiutata, si offre di farsi umiliare online per pagare il suo debito nei suoi confronti. Tuttavia il goffo tentativo del ragazzo di scusarsi fa venire a Rika la voglia di confessare i suoi sentimenti, quindi lo ringrazia per aver salvato il suo account di Milika. In seguito, mentre sta scendendo le scale, ammette a se stessa che ama Naoya, e Saki la sente per caso.                                                                                             |                   |         |
| 8        | 8  | Si vede che è innamorata 「どう見ても好き」 - Dō mite mo suki | 21 agosto 2021    |         |
| 8        | 8  | Rika cerca di parlare con Naoya mentre è in classe ma Saki si fa prendere dalla gelosia e insiste che il ragazzo debba rimanere sempre al suo fianco, e questo porta Naoya a credere erroneamente che Saki si senta sola e trascorrono la lezione seguente con lei seduta sulle gambe di lui. In seguito devono svolgere una lezione di educazione fisica e siccome Rika continua ad inseguirli, i due sono costretti a fuggire via in un'altra stanza per cambiarsi. Nagisa però riesce a distrarre Rika inviandole un messaggio anonimo dove afferma che se non si presenterà sul terrazzo della scuola allora rivelerà la sua identità di Milika a tutti, e in questo frangente Naoya e Saki riescono a scappare. Più tardi, Nagisa ammette di essere gelosa perché i suoi coinquilini devono stare insieme tutto il giorno e così Saki si offre di lasciare che Naoya coccoli Nagisa, ma il ragazzo insiste che Saki deve rimanere a guardarli per accertarsi che non commettano atti sconci. Dopo una serie di abbracci, Nagisa si fa prendere dall'emozione e cade a terra; mentre Naoya cerca di aiutarla, Saki fraintende tutto e picchia nuovamente il ragazzo. Il mattino seguente, Rika continua a chiacchierare con Naoya e questo porta il ragazzo a sospettare che lei possa avere una cotta per lui, così più tardi ne parla con Saki e Nagisa che decidono di sfruttare la sua ottusità per fargli credere erroneamente che Rika sia in calore e che ci prova con il primo che le capita a tiro. Naoya si convince pienamente che questo fenomeno accade in tutte le donne e perciò offre a Saki e Nagisa il suo sostegno nel caso dovessero riscontrare il medesimo problema. Il giorno dopo si presenta nuovamente Rika in classe e Naoya le chiede scusa per aver pensato che lei avesse una cotta per lui e finisce per metterla in imbarazzo davanti a tutta la classe, quindi lei lo trascina via per parlargli in privato. |                   |         |
| 9        | 9  | Abbiamo scoperto la tsundere 「ツンのデレがバレ」 - Tsun no dere ga bare | 28 agosto 2021    |         |
| 9        | 9  | Naoya, Rika, Saki e Nagisa si recano sul terrazzo della scuola e i primi due cercano di chiarire la situazione ma il ragazzo continua a pensare che Rika sia in calore e quest'ultima si arrabbia per aver creduto a una fandonia del genere e per giustificare il proprio comportamento afferma che ha il raffreddore. In seguito Rika chiede a Naoya che cosa avrebbe fatto nel caso si fosse dichiarata e lui replica che l'avrebbe respinta in tutti i casi per non turbare Saki e Nagisa, dopodiché il ragazzo se ne va insieme alle altre due ragazze. Convinti di aver sistemato la faccenda una volta per tutte, tornano in classe ma vengono presto raggiunti da Rika che dichiara i suoi sentimenti a Naoya davanti a tutti, poi i quattro ragazzi si recano nel magazzino della palestra e qui Rika dichiara che continuerà a provarci con Naoya fino a quando non si innamorerà di lei. Il ragazzo però continua a rifiutarla e lei gli dà un bacio sulle labbra prima di scappare via, e nel mentre si scopre che Shino, un'amica di Saki, ha sentito tutto e inizia a nutrire dei sospetti nei confronti di Naoya. Più tardi, Saki e Nagisa sono depresse dopo aver visto Rika rubare il primo bacio di Naoya ma in seguito riprendono vigore poiché il bacio in questione è stato dato senza emozione e affermano che quando arriverà il giorno in cui saranno loro a darglielo sarà memorabile. Naoya si mostra sempre più confuso e si scusa per quanto accaduto, poi propone di ricominciare dalle basi con un appuntamento e Saki propone di andare alle terme. |                   |         |
| 10       | 10 | Non vedo l'ora di andare alle terme 「温泉楽しみ」 - Onsen tanoshimi | 4 settembre 2021  |         |
| 10       | 10 | Dopo le lezioni, Shino Kiryū cerca di parlare con Naoya per chiarire i suoi dubbi ma Saki glielo impedisce e lo porta via a fare compere insieme a lei e Nagisa in vista del loro appuntamento alle terme e vengono pedinati da Rika. Nagisa inizia a chiedersi se dovrebbe provare a baciare Naoya e intende comprare delle caramelle per avere un alito fresco ma incontra Saki che ha avuto la stessa idea e rinuncia ad avvicinarsi al ragazzo dopo aver notato quanto l'amica sia rimasta traumatizzata dopo aver visto Rika baciare Naoya e intende sostenerla. Dopo aver provato alcuni vestiti, i ragazzi si incamminano verso casa e nel mentre Rika riesce a udire la conversazione apprendendo che andranno alle terme e intende seguirli. Alla sera Shino chiama al telefono Saki e scopre che andranno ad Hakone e decide che si recherà anche lei sul posto per chiarire se Naoya ha veramente una relazione a tre. Il giorno successivo il trio si reca ad Hakone e qui Naoya decide che faranno tutto ciò che gli è proibito fare nella loro città natale poiché li non li conosce nessuno e Saki inizia a credere che arriveranno al punto di fare l'amore. Arrivati all'albergo incontrano Rika che li stava aspettando e Shino, che è convinta che Naoya stia tradendo Saki con Nagisa. Per cercare di salvare la situazione, Nagisa ricatta Rika minacciandola di rivelare la sua identità virtuale e finge di essere venuta in viaggio con lei e non con Naoya, dopodiché tutti i ragazzi entrano nell'albergo. Quando Naoya si rende conto che Nagisa si è sacrificata per rendere felici lui e Saki, decide che non è giusto che sia esclusa dal loro appuntamento e si intrufola nel bagno all'aperto per portarla nella zona in cui alloggiano lui e Saki ma lei rifiuta. Rimasto chiuso nel bagno esterno, il ragazzo si ritrova costretto ad affrontare Rika che intende sedurlo.                                      |                   |         |
| 11       | 11 | Le consuetudini delle terme 「温泉でありがちなこと」 - Onsen de arigachi na koto | 11 settembre 2021 |         |
| 11       | 11 | Dopo essere rimasta sorpresa dal fatto che Naoya non sia rimasto ossessionato da lei dopo il loro bacio, decide di chiacchierare per 5 minuti con lui per conoscersi meglio. Conclusa la chiacchierata, Naoya saluta Rika e sale sul tetto per cercare Nagisa ma cade accidentalmente giù e finisce nella vasca in cui sta per entrare Shino. Dopo alcuni momenti imbarazzanti, la ragazza gli chiede se sta tradendo la sua amica Saki, lui si rifiuta di risponderle e tenta di fuggire ma lei lo prende per i pantaloni, lo fa cadere giù e nel mentre a Shino si sfila l'asciugamano. Pochi istanti dopo arrivano Saki e Nagisa che vedendo la posizione in cui sono finiti Naoya e Shino fraintendono tutto e pensano che i due stavano avendo un rapporto sessuale. Saki si dispera mentre Nagisa scatta subito delle foto per ricattare Shino, poi quest'ultima fugge all'interno dell'edificio e Saki dà una sberla a Naoya per quanto successo. Risolto il problema di Shino, Nagisa cerca di lasciare Saki e Naoya da soli per aiutarli ad approfondire il loro rapporto e il ragazzo tenta di farla desistere ma invano, dopodiché viene forzatamente riportato nel bagno maschile da Saki dopo l'arrivo di altre ragazze che dovevano entrare in acqua. Mentre si fanno un bagno, Saki dice a Nagisa che non deve mettersi da parte così tanto e Nagisa le spiega che è abituata a dover lavorare sodo per essere nella media in qualsiasi contesto e che è felice che Naoya l'abbia accettata ed è felice della loro attuale relazione. |                   |         |
| 12       | 12 | Girlfriend, Girlfriend 「カノジョも彼女」 - Kanojo mo kanojo | 18 settembre 2021 |         |
| 12       | 12 | Nagisa racconta che si è innamorata immediatamente di Naoya la prima volta che lo ha visto e si è dedicata quasi tutto il tempo per diventare la sua donna ideale. Naoya sente tutta la conversazione dal bagno maschile, che confina con quello femminile, e dice a Nagisa che lei si sta trattenendo troppo nella loro relazione, ma la ragazza si imbarazza in quanto ha sentito tutto il suo racconto e inizia a fuggire dall'albergo inseguita da Naoya e Saki. Rika incontra Shino e quando vedono i tre ragazzi che si corrono dietro, decidono di seguirli a loro volta per chiarire cosa sta succedendo. Nagisa insiste sul fatto che deve rimanere in secondo piano rispetto a Saki o altrimenti la loro relazione potrebbe inclinarsi a causa sua ma Naoya continua a dirle che non è così che stanno le cose. La corsa prosegue molto a lungo e Saki, Rika e Shino rimangono indietro per riprendere fiato mentre Nagisa e Naoya proseguono senza di loro fino a quando questi non riesce a prendere la ragazza e insiste sul fatto che qualunque problema si verifichi, lo risolverà. Le altre li raggiungono e Nagisa confessa a Shino che anche lei sta uscendo con Naoya mentre Saki la accetta come sua rivale per la posizione di fidanzata, poi tutti e tre fuggono da Shino e Rika e iniziano a godersi la vacanza. Tempo dopo, Shino invita il trio a casa sua per criticare Naoya per avere due fidanzate e Saki per avere accettato una cosa del genere, dopodiché rimane scioccata quando Naoya rivela che ha intenzione di dire come stanno le cose alla madre di Saki ma viene fermato tempestivamente dalla stessa Saki. Qualche giorno dopo, mentre stanno mangiando di nascosto nel magazzino della palestra, Naoya, Saki e Nagisa vengono raggiunti da Rika che ci prova nuovamente con il ragazzo e da Shino che invece pensa che stia tradendo la sua amica con due ragazze.                                      |                   |         |

### Seconda stagione
| Nº serie | Nº | Titolo italiano Giapponese 「Kanji」 - Rōmaji | In onda          | In onda |
| Nº serie | Nº | Titolo italiano Giapponese 「Kanji」 - Rōmaji | Giapponese       |         |
| 13       | 1  | Vai vai Go Go vacanze estive!! 「いけいけゴーゴー夏休み」 - Ike ike gō gō natsuyasumi | 6 ottobre 2023   |         |
| 13       | 1  | Shino fatica ad accettare la relazione a tre tra Naoya, Saki e Nagisa, poiché nutre sentimenti per Naoya. Saki decide di convocare Shino a casa di Naoya per aiutare Nagisa, che ha difficoltà nello studio in vista degli esami scolastici prima delle vacanze estive. Nonostante le sue riserve, Shino chiede chiarimenti. Naoya spiega che Nagisa, pur volendo impegnarsi, non riesce a prepararsi adeguatamente e teme di dover affrontare lezioni supplementari durante l'estate, perdendo così l'opportunità di partecipare a un festival di fuochi d'artificio con lui e Saki. Shino scopre che i tra ragazzi vivono insieme da tempo. Sebbene inizialmente riluttante, decide di supportare Nagisa dopo aver stipulato un accordo con Naoya: lui esaudirà qualsiasi sua richiesta. Dopo aver superato gli esami, Shino chiede come ricompensa di vivere con loro durante l'estate, con l'intento di sabotare la loro relazione e far si che solo Saki stia con Naoya. Nel frattempo, Rika, che non è ancora riuscita a farsi accettare da Naoya, si infuria e tenta di ostacolare l'accesso alla sua casa erigendo delle barriere. Per risolvere la situazione, Naoya chiama Risa, la sorella minore di Rika, per riportarla a casa. Naoya rivela che tempo fa Rika lo aveva addormentato in classe e lo aveva portato a casa sua, dove aveva cercato di proporsi come sua fidanzata, sfruttando la scusa di avere una sorella minore carina. In seguito, Rika dimostra di avere un contratto d'affitto per una casa di fronte a quella di Naoya, cercando così di ridurre le distanze tra loro.                                                                              |                  |         |
| 14       | 2  | Benvenuta, Shino 「いらっしゃい紫乃さん」 - Irasshai Shino-san | 13 ottobre 2023  |         |
| 14       | 2  | Shino si trasferisce a casa di Naoya, e Nagisa chiede a Saki come si siano conosciute. Shino racconta che si erano incontrate per la prima volta quando lei si trasferì durante il primo anno delle medie. Saki notò subito il suo aspetto carino e le sue abilità. Inizialmente, Shino era riluttante a stringere amicizia con Saki a causa della sua insistenza, ma alla fine accettò quando Saki acquistò due console portatili per giocare insieme, senza preoccuparsi di un possibile rifiuto da parte sua. Da quel momento, Saki ha continuato a seguirla, e Shino si è abituata alla sua presenza. Ripensando al passato, Shino realizza che ha conosciuto Naoya grazie a Saki. Anni fa, Naoya cercava invano di conquistare Saki, e notando i suoi sentimenti sinceri, Shino decise di aiutarlo. Un giorno lo portò in un negozio d'abbigliamento per dargli consigli; in segno di gratitudine, Naoya le regalò un fiocco per capelli. Nel presente, mentre Naoya dorme sul divano, Shino tenta di baciarlo, ma viene sorpresa da Saki e si giustifica in modo bizzarro, riuscendo a convincere l'amica. Dopo aver riflettuto sulle sue recenti azioni dopo un bagno, Shino esce dalla doccia e si imbatte accidentalmente in Naoya, creando una situazione ambigua. Tuttavia, Saki minimizza l'accaduto, considerandolo un comportamento maldestro da parte di Shino. Successivamente, organizzano una festa di benvenuto per lei. Shino si arrabbia quando scopre che Nagisa è diventata la seconda fidanzata di Naoya, nonostante fosse già chiaro che lui frequentava Saki, e ciò rafforza la determinazione di Shino nel sabotare la loro relazione a tre.               |                  |         |
| 15       | 3  | Datti una mossa 「しっかりして」 - Shikkari shite | 20 ottobre 2023  |         |
| 15       | 3  | Dopo aver scoperto che Saki e Naoya non si sono mai baciati nonostante siano fidanzati da tempo, Shino decide di creare l'atmosfera giusta per spronarli a fare un passo avanti nella loro relazione. Naoya rende la stanza quasi completamente buia, ma Saki si rifiuta comunque di baciarlo, visibilmente agitata. Questo comportamento porta Shino a pensare che Saki non prenda sul serio la loro relazione. Saki allora promette di riprovarci durante il festival dei fuochi d'artificio imminente. La sera del festival, Naoya è accompagnato da Saki, Nagisa, Rika e Shino, tutte vestite con lo yukata, mentre visitano le varie bancarelle. Shino cerca di favorire l'interazione tra Naoya e Saki. Tuttavia, mentre Naoya e Shino discutono della relazione con Saki, perdono di vista le ragazze e non riescono a contattarle telefonicamente a causa delle mancanza di segnale. Dopo aver aiutato una ragazzina a ritrovare i suoi amici, Naoya confida a Shino di non essere riuscito a sopprimere i suoi sentimenti per Nagisa quando se ne innamorò. Decide quindi di lasciare Shino a medicarsi dopo che si è rotta un sandalo. Mentre cerca Saki, Naoya incontra Rika, che tenta nuovamente di attirare la sua attenzione e chiede chiarimenti sui suoi veri sentimenti nei suoi confronti. Naoya le risponde che non può permettersi di innamorarsi di lei. Nel frattempo, Saki e Nagisa si dividono per cercare Naoya prima che i fuochi d'artificio finiscano. |                  |         |
| 16       | 4  | Fuochi d'artificio con le fidanzate 「カノジョと花火」 - Kanojo to hanabi | 27 ottobre 2023  |         |
| 16       | 4  | Naoya trova Nagisa, ma poiché non possono rivelare la loro relazione ai compagni di scuola, si inventano una scusa per allontanarsi e impedire che un'amica di Saki scopra la verità. Si riuniscono in un parco, dove Naoya scopre che Nagisa aveva concordato con Saki di utilizzare quel luogo come ritrovo. Mentre aspettano, Nagisa chiede a Naoya di guardare i fuochi d'artificio insieme a lei, e lui accetta; si tengono per mano e si abbracciano. Successivamente, Naoya si scusa con Nagisa per dover mantenere segreta la loro relazione, ma lei lo rassicura dicendo che in amore si affrontano insieme le difficoltà. Nagisa deve poi dare il cambio a Saki e chiede a Naoya di mantenere segreto quanto accaduto tra loro. Proprio in quel momento, Saki arriva e chiede spiegazioni a Naoya, il quale viene frainteso facendo sembrare che i momenti passati con Nagisa siano stati qualcosa di più intimo. Quando sembra che ci sia finalmente l'atmosfera giusta tra Naoya e Saki per un bacio, quest'ultima si distrae a causa dell'odore di Nagisa e di altre ragazze su Naoya, diventando frustrata. Per cercare di tranquillizzarla, Naoya le mostra lo spettacolo di fuochi d'artificio, che però è già finito. Così, decide di acquistare delle stelle filanti, che Saki apprezza. Naoya si scusa per i problemi causati dalla loro relazione a tre e ringrazia Saki per la sua pazienza. Lei lo rincuora dicendo che lo ama comunque e poi chiamano le altre ragazze per accendere insieme le stelle filanti. Alla fine, Shino rimane sorpresa quando Saki giustifica il fatto di non essersi ancora baciata con Naoya, affermando di esserselo dimenticato. |                  |         |
| 17       | 5  | Organizzarsi con le fidanzate 「カノジョと覚悟」 - Kanojo to kakugo | 3 novembre 2023  |         |
| 17       | 5  | Il giorno dopo il festival, Naoya racconta a Shino dell'incontro avuto con Rika e dei momenti affettuosi trascorsi con Nagisa dopo la loro separazione. Ciò provoca l'ira di Shino, che afferma che, se non fosse per Nagisa, non ci sarebbero così tanti problemi nella relazione tra Naoya e Saki, e che potrebbe finalmente dimenticarsi di Naoya. In seguito, un corriere consegna a Saki un set da campeggio e un coupon vinti in un concorso, ma in realtà i regali sono stati orchestrati da Rika come parte di un piano. Naoya, Saki, Nagisa e Shino partono per un campeggio e, dopo aver trovato un luogo ideale, iniziano a prepararsi. Mentre Saki e Shino sono impegnate a recuperare dell'acqua, Shino cerca di chiarire il rapporto tra Saki e Naoya, ma non riesce a ottenere risposte poiché Naoya la chiama per chiedere aiuto. Naoya e Nagisa hanno bisogno di assistenza con l'attrezzatura complicato che hanno portato, così Rika e Risa arrivano per sistemare tutto. Rika rivela di essere stata lei a inviare l'attrezzatura, desiderando trascorrere del tempo con Naoya. I ragazzi iniziano a sospettare che ci sia un tranello, ma Rika sfrutta la situazione a suo favore, inducendoli a mangiare un piatto cucinato da lei che contiene sonnifero. Dopo che tutti gli altri, tranne Risa, si addormentano, Rika è pronta a dare inizio alla sua missione per stare insieme a Naoya. |                  |         |
| 18       | 6  | La determinazione delle fidanzate 「カノジョの覚悟」 - Kanojo no kakugo | 10 novembre 2023 |         |
| 18       | 6  | Naoya si risveglia con un braccio legato a un albero e scopre che Rika ha portato le altre ragazze a dormire nella tenda. Di fronte all'ostinazione di Rika nel cercare di instaurare una relazione con lui, Naoya cerca di farla desistere, temendo che una storia con lei possa causare sofferenza a Saki e Nagisa. Nonostante i vari tentativi di Rika per attirare la sua attenzione, Naoya la respinge, ma Rika afferma che, anche se non potrà diventare la sua fidanzata, desidera comunque creare dei bei ricordi con lui. Nel frattempo, Saki, Nagisa e Shino si svegliano nella tenda, preoccupate per il possibile guaio in cui Naoya potrebbe trovarsi con Rika. Naoya stipula un patto con Rika: lei avrà tempo fino alla fine dell'anno per cercare di sedurlo; se non ci riuscirà, dovrà rinunciare a lui. Accettate le condizioni, i due festeggiano il compleanno di Rika e osservano le stelle. Più tardi, Saki, Nagisa e Shino si rendono conto di essersi perse nella foresta mentre cercavano Naoya, ma vengono trovate da quest'ultimo, che spiega loro la situazione con Rika. Nonostante le iniziali resistenze di Saki, alla fine accetta la situazione e il gruppo decide di proseguire le proprie vacanze e tornare a casa. Durante il viaggio di ritorno, Shino riflette sul fatto che se si mostrasse come fa Rika e ricevesse un rifiuto diretto da Naoya, potrebbe finalmente iniziare a dimenticarlo e voltare pagina. |                  |         |
| 19       | 7  | Le notti con le fidanzate 「カノジョたちとの夜」 - Kanojo-tachi to no yoru | 17 novembre 2023 |         |
| 19       | 7  | Rika si trasferisce a casa di Naoya, come concordato, e inizia subito a sedurlo con varie tattiche, che lui accetta a patto che non siano di natura erotica. Nonostante le resistenze delle altre ragazze, Naoya è deciso a mantenere la parola data a Rika, quindi propone di dormire a turni con lui ogni notte, per dimostrare che non farebbe nulla con una donna solo perché si trova nella stessa stanza. Dopo aver vinto a sasso-carta-forbici, Shino èa la prima a passare la notte con Naoya e sfrutta l'occasione per capire se lui è attratto da lei. Dopo una notte piuttosto imbarazzante per Shino, Rika decide di indossare un pigiama a tema leone per evitare di risultare provocante, ma finisce anch'essa per vivere un'esperienza imbarazzante con Naoya. In seguito, notando che Naoya è molto impegnato con lo studio e il lavoro part-time, Nagisa sfrutta il suo turno per vestirsi da infermiera e cercare di farlo riposare, promettendogli che si vestirà di nuovo così se si comporterà bene. Quando arriva il turno di Saki, lei dà a Naoya alcune riviste erotiche, pensando che possano aiutarlo a rilassarsi e sfogare i suoi sentimenti repressi. Tuttavia, Naoya realizza un fotomontaggio di Saki utilizzando un ritaglio di giornale, il che provoca la sua ira. |                  |         |
| 20       | 8  | Sentimenti incrollabili 「ゆずれない想い」 - Yuzurenai omoi | 24 novembre 2023 |         |
| 20       | 8  | Dopo che Rika ha lavato un suo reggiseno, le ragazze si lamentano con Naoya perché lo trova attraente. Il ragazzo si difende, affermando che sarebbe più eccitato nel vedere quelli di Saki e Nagisa. Per dimostrare ciò, Naoya utilizza uno smartwatch di Rika per misurare il suo battito cardiaco e scoprire quando si eccita vedendo i reggiseni delle ragazze: Rika arriva ultima, mentre Saki e Nagisa si contendono il primo posto a pari merito, con Shino che arriva solo un punto dietro. Il gruppo decide di andare al mare e pianifica un viaggio di un giorno a Okinawa, limitato dalle ristrettezze economiche di Naoya. Tuttavia, Saki ritiene che un giorno non sia sufficiente per esplorare la località. Grazie a Shino, riescono a ottenere in prestito la casa vacanze dei suoi genitori a Okinawa per due giorni. Saki intende sfruttare l'occasione per baciarsi finalmente con Naoya, mentre Nagisa desidera avvicinarsi a lui e Rika cerca di conquistarlo. Prima del viaggio, i ragazzi si recano in un negozio per acquistare costumi da bagno, e Naoya viene incaricato dalle ragazze di suggerire quelli più adatti. Rika, accortasi dei sentimenti di Shino per Naoya, la ricatta chiedendole di diventare sua alleata nel conquistare il ragazzo in cambio della promessa di non rivelare i sentimenti di Shino. Nonostante le sue riserve, Shino è costretta ad accettare e rimane sorpresa quando Rika afferma di non considerarla una rivale in amore. Alla fine, il gruppo parte per Okinawa. |                  |         |
| 21       | 9  | In vacanza con le fidanzate 「カノジョとバカンス」 - Kanojo to Bakansu | 1º dicembre 2023 |         |
| 21       | 9  | Come pianificato, il gruppo prende un volo diretto per Okinawa, ma Naoya soffre di aerofobia e inizia a pensare a scenari catastrofici riguardo al viaggio in aereo. Rika, cercando di tranquillizzarlo, tenta nuovamente di sedurlo, e le altre ragazze lo abbracciano finché non si calma. Dopo aver superato una turbolenza durante il volo, Naoya e il resto del gruppo continuano il viaggio senza ulteriori problemi, arrivando alla casa dei genitori di Shino ad Okinawa. Poiché la spiaggia è molto vicina all'abitazione, i ragazzi si dirigono subito verso il mare. Naoya rimane piacevolmente sorpreso nel vedere che i costumi da bagno che ha consigliato alle ragazze valorizzano molto il loro fascino. Il gruppo si divide, e Naoya e Saki si ritrovano soli a chiacchierare in riva al mare; i due tentano di baciarsi, ma senza successo. Saki decide quindi di entrare in acqua. Nagisa parla in privato con Naoya, chiedendogli di aiutarla a garantire che Saki trascorra delle vacanze piacevoli, desiderando ricambiare i preziosi ricordi condivisi. Nagisa vuole che Saki e Naoya si bacino finalmente, mentre Rika e Shino pianificano di sabotare i loro tentativi. Più tardi, Naoya cerca di portare Saki altrove per creare l'atmosfera giusta per il loro bacio. Tuttavia, Rika cerca di ostacolarlo e Shino entra in acqua slacciandosi il reggiseno e fingendo di rischiare di perderlo. Ciò spinge Naoya ad aiutarla, ma Shino finisce per farlo svenire involontariamente. Rika e Shino portano quindi Naoya nella sua stanza, dove viene legato al letto. Rika si chiude in camera con lui per sfruttare l'occasione a suo favore.               |                  |         |
| 22       | 10 | La sua determinazione 「カノジョの決意」 - Kanojo no ketsui | 8 dicembre 2023  |         |
| 22       | 10 | Mentre le ragazze cercano la chiave della stanza in cui si trovano Naoya e Rika, quest'ultima sfrutta l'occasione per tentare di sedurre Naoya, baciandolo in varie parti del corpo, evitando però le labbra, che considera un gesto troppo erotico, e che la imbarazza. Le altre ragazze aprono la porta per fermare Rika, ma lei riesce a fuggire sulla spiaggia, dove riafferma la sua determinazione a conquistare il cuore di Naoya. Successivamente, Rika e Shino elaborano un piano per impedire che Saki e Naoya si bacino. Shino esprime incertezze nel corteggiare Naoya, essendo lui il fidanzato della sua amica Saki, mentre Rika offre cibo preparato da lei agli altri. Mentre Shino riflette sui suoi sentimenti per Naoya, lui la ringrazia per la sua gentilezza. A causa di una folata di vento, il fiocco che Naoya le aveva regalato anni prima vola via, e quando Shino si tuffa in acqua per recuperarlo, un'onda anomala la travolge e Naoya interviene per salvarla. Dopo essersi messi in salvo, i due si ritrovano su un'isola deserta, lontana dalla loro posizione iniziale. Sono costretti ad aspettare il giorno seguente per tornare a nuoto senza rischiare di essere travolti dalla corrente. Con l'arrivo della sera, il freddo inizia a farsi sentire; poiché Shino ha il costume bagnato, Naoya le suggerisce di toglierlo mentre cerca di accendere un fuoco per riscaldarsi. I due si sostengono in modo reciproco e, dopo aver riflettuto a lungo suoi propri sentimenti, Shino cede alle emozioni e bacia Naoya. |                  |         |
| 23       | 11 | La sua determinazione, e poi... 「カノジョの決意それから。」 - Kanojo no ketsui sorekara. | 15 dicembre 2023 |         |
| 23       | 11 | Shino si rende conto di essersi lasciata trasportate dalle emozioni baciando Naoya e fatica a giustificare le sue azioni. Mentre sta per dichiarare i suoi sentimenti, Naoya le ricorda che è ancora nuda, costringendola a nascondersi imbarazzata dietro a un albero. I due iniziano a discutere di quanto accaduto; proprio quando Naoya sta per comprendere che il bacio di Shino è stato volontario e non frutto di sbadataggine, si accorge che lei non sta bene. Nel frattempo, le altre ragazze sono impegnate a cercarli. Naoya veglia su Shino, che ha preso un raffreddore e soffre di un colpo di calore. Inizialmente, pensa di tornare indietro a nuoto da solo per cercare aiuto, ma preoccupato per le condizioni di Shino, decide di portarla con sé a e nuota controcorrente verso l'altra isola. Qui vengono ritrovati da Saki, che si commuove per aver ritrovato Naoya e lo bacia. Il gruppo si riunisce nella casa di Shino, dove i ragazzi si confrontano su quanto accaduto. Rika rimane sorpresa nel scoprire che Shino ha baciato Naoya. Successivamente, Shino annuncia la sua intenzione di cambiare scuola per allontanarsi dal gruppo, il che provoca una furiosa lite con Saki, che le ricorda che sono amiche e che il loro legame non può essere spezzato per una semplice difficoltà. Shino si allontana verso la spiaggia, dove viene raggiunta da Rika. Quest'ultima cerca di farle capire che tacere riguardo ai propri sentimenti non è soluzione ideale per affrontare i suoi problemi sentimentali. Alla fine, Shino decide di andarsene. |                  |         |
| 24       | 12 | La sua determinazione, e poi... 「カノジョの決意 そして。」 - Kanojo no ketsui soshite. | 22 dicembre 2023 |         |
| 24       | 12 | Prima che Shino possa andarsene, Rika le fa capire che non può sopprimere i suoi sentimenti per Naoya e la incoraggia a non abbattersi, considerandola una compagna di viaggio in amore. Dopo aver avvisato Naoya della posizione di Shino, Rika si allontana, lasciando Shino sola a confrontarsi con Naoya, Saki e Nagisa. Naoya incoraggia Shino a esprimere i suoi sentimenti invece di nasconderli, comprendendo che il suo lungo silenzio è dovuto al timore di ferire Saki. Così, Shino confessa a tutti di essere innamorata di Naoya, ma lui la respinge e Saki la consola. Il giorno seguente, Shino annuncia la sua intenzione di tornare a casa prima di loro e si ritrova sulla spiaggia con Naoya per parlare. Naoya si scusa per averla costretta a dichiarare i suoi sentimenti davanti a Saki, ma Shino affronta la situazione con filosofia, affermando che, dopo aver reso felici Saki e Nagisa, Naoya potrebbe dedicare un po' del suo tempo anche a lei. Sorpresi per tale affermazione, gli altri membri del gruppo tornano a casa dove trovano Shino pronta a offrire il suo sostegno in vari modi, cercando di farsi notare da Naoya con la scusa di aiutare la sua relazione a tre. Successivamente, Shino confessa di aver baciato Naoya sull'isola, rendendo Nagisa l'unica fidanzata di lui a non averlo ancora fatto. Nagisa si sente frustrata perché il suo momento non è ancora arrivato. Saki e Shino cercano di consolarla, mentre Naoya ammette di trovare Nagisa molto carina quando si arrabbia e le promette un bacio teatrale. |                  |         |